# Természettől való elidegenedés szindróma
A természettől való elidegenedés szindróma a természettől való egyre nagyobb elidegenedést jelenti. A természettől eltávolodva az emberek egyre kevésbé érzik át a természet jelenségeit és ritmusát, ami főként a gyerekek és fiatalok fejlődését érinti, de hat a felnőttekre és a társadalomra is.
Richard Louv 2005-ben  Last Child in the Woods című könyvével hívta fel a figyelmet a problémára. A jelenséget sem az ICD-10, sem a DSM-5 nem ismeri el mentális zavarként. 2009-ben az evidenciát lefordították és ellenőrizték. Richard Louv szerint ez nem is egy orvosi diagnózis, hanem azt jelzi, hogy mekkora probléma, hogy az ember eltávolodott a természettől.
Louv szerint a jelenség okai között szerepel a gyerekek féltése, a természetes közeghez való korlátozott hozzáférés, és a képernyő csalogatása.  A kutatások szerint összefügg azzal, hogy az Amerikai Egyesült Államokban a nemzeti parkok látogatottsága csökken, és a gyerekek egyre többet foglalkoznak az elektronikus médiával.
Kritikusai szerint az elnevezés csak elfedi a valódi problémákat, hogy a gyerekek miért töltenek kevesebb időt a szabad levegőn és a természetben.

## Példák
A legismertebb példa az a Bajorországban rendezett rajzverseny, amin 40 ezer gyerek vett részt, és közülük 30% lila tehenet rajzolt. A szociológusok további vizsgálatokkal arra a következtetésre jutottak, hogy a gyerekek és a fiatalok a természetet idealizálva látják. Fát ültetni jó, fát kivágni rossz, a vadász pedig gyilkos.
Ezt az eredményt a kutatók Bambi-szindrómának is nevezték.
Egy másik példa, hogy 1997-ben a gyerekek 7%-a, 2003-ban 11%-a azt hitte, hogy a kacsák sárgák.

## Kutatása
Richard Louv tíz évet töltött azzal, hogy beutazta az Amerikai Egyesült Államokat, és vidéken és városban is megkérdezte a gyerekeket és a felnőtteket a természettel kapcsolatos tapasztalataikról. Szerinte a szenzációhajhász média és a túlféltő szülők bezavarták a gyerekeket az erdőkből és a mezőkről, míg a félelem kultúrája előnyben részesíti a szabályozott sportot a képzeletgazdag játékkal szemben.
Ezeket a trendeket felismerve felmerült az a vélemény,  hogy az ember ösztönösen vonzódik a természethez, és a döntéshozók lépéseket tettek annak érdekében, hogy a gyerekek több időt töltsenek a szabadban. Megszervezték a szabadtéri nevelést, az erdei óvodákat és iskolákat. Ez egybeesett azzal a mozgalommal, ami szerint kevéssé kötött napirendet kell létrehozni a gyerekek számára, hogy kötetlen körülmények között, felszabadultan játszhassanak és pihenhessenek.
További kutatások szerint egészségügyi szempontból is fontos a természetes környezet és a mozgás.  A mentális egészség és jólét is a természetes környezethez kapcsolódik. A természetben való tartózkodás vigasztalhat, és a többi negatív érzelmet is csökkentheti.

## Okai
A szülők zárt helyen tartják gyerekeiket, hogy megvédjék őket a kint leselkedő veszélyektől. Richard Louv szerint annyira meg akarjuk védeni gyerekeinket, hogy ez problémává válik, és a gyerekek már nem tudják kiépíteni ösztönös kapcsolatukat a természettel. A média hozzájárul a külvilágtól való félelem növeléséhez. Így a gyerekek lemaradnak a természet felfedezéséről. Louv szerint ez a természettől való elidegenedés vezető oka, mivel a szülők szerepe döntő a kisgyerekek nevelésében.
A természetes környezet visszaszorul az urbanizáció hatására. Sok park és természetvédelmi terület a helyi növények és állatok védelmének érdekében korlátozottan látogatható, és a látogatók nem térhetnek le a kijelölt útvonalakról. A nevelők és a természetvédők kiegészítik ezeket a tilalmakat: Mindent a szemnek, semmit a kéznek! Louv szerint ezek a védőintézkedések tovább csökkentik a gyerekek kapcsolatát a természettel.
A gyerekek egyre több időt töltenek bent. A technikai fejlődés miatt a gyerekek számára újabb szórakozási lehetőségek nyíltak meg, mint a tévé, a számítógép és a videojátékok, amelyek mind arra csábítják a gyereket, hogy maradjon bent a szobában. Egy átlagos amerikai gyerek heti 44 órát tölt az elektronikus médiával. Az egész napos iskola is ehhez hasonlóan hozzájárulhat a természettől való elidegenedéstől.

## Következményei
A gyerekek kevésbé vannak tekintettel arra a természetes közegre, ami még megmaradt a számukra. Louv szerint ez nemcsak a gyerekek, hanem a Föld egészségét is rontani fogja. A következő nemzedék várható élettartama csökkenhet a természettől való elidegenedés miatt.
Gyakoribbá válhat a figyelemzavar, a szorongás és a depresszió. Louv szerint, ha csendben vagyunk kint a természetes környezetben, akkor a természet segíthet lenyugodni.  Az Illinois Egyetem kutatása szerint a figyelemhiányos hiperaktivitás tünetei is szignifikánsan enyhülnek. Ezen alapul a figyelem helyreállításának elmélete, ami rövid távon az egyén képességeinek helyreállítására, hosszabb távon pedig a stressz és az ellenségesség leküzdéséhez nyújt segítséget.
A hiperaktivitás és a hangulatzavarok fejlődését tekintve a természettől való elidegenedés az alsós osztályokhoz kapcsolódik. Louv szerint a gyerekek jobban teljesítenek matematikából, természetrajzból, társadalomismeretből és nyelvekből, amelyek jó időben kiköltöznek az osztálytermekből, vagy más kísérleti nevelési módszereket használnak.
Szintén növekvő probléma a gyermekkori elhízás. Az Amerikai Egyesült Államokban 9 millió 6-19 éves túlsúlyos vagy elhízott. Az Orvostudományi Intézet szerint az elhízás az elmúlt 30 évben megduplázódott a tizenévesek és megtriplázódott a 6-11 évesek körében.
A Public School Insighttal végzett interjújában Louv további pozitív hatásokat tulajdonított a természettől való elidegenedés kezelésének: a figyelem javítását, a kreativitás növelését, a stressz csökkentését, a kognitív fejlődés támogatását, a rácsodálkozás képességét és a földdel való kapcsolat javulását.
A közvetlen napfénynek való kitettség növeli a fényérzékenységet és támogatja a rövidlátás kifejlődését. Ugyanis ilyen körülmények között kevesebb olyan jelzőanyag termelődik, aminek hatására a szem megnyúlik a növekedés szakaszában.

## Szervezetek
A  Children & Nature Network mozgalmat vezet, aminek feladata újra felépíteni a kapcsolatot a természettel a gyerekeket, családjukat és a közösségeket különféle programokkal, újító ötletekkel, bizonyítékokon alapuló erőforrásokkal és eszközökkel és széles körű együttműködéssel.
A  No Child Left Inside Coalition igyekszik kicsalogatni a gyerekeket. Most saját törvényjavaslatukon dolgoznak, ami növelné a környezeti nevelést az iskolákban. A csoport szerint a természettől való elidegenedésen segíteni lehet azzal, hogy felkeltjük a gyerekek figyelmét a külvilág iránt, és bátorítani őket a természet felfedezésére.
Columbiában az  OpEPA (Organización para la Educación y Protección Ambiental) már több, mint 10 éve foglalkozik az üggyel. Célja az, hogy újra felépítse a gyerekek és a fiatalok kapcsolatát a természettel, és kifejlessze bennük a természet iránti felelősséget. 

## Kritika
Dr. Elizabeth Dickinson, a  University of North Carolina at Chapel Hill munkatársa a North Carolina Educational State Forest system (NCESF), egy erdőt megőrző program esettanulmányába bekapcsolódva tanulmányozta a természettől való elidegenedést. Dickinson szerint Louv könyve a károsodott ember és a természet közötti kapcsolat helyreállítására való felhívás, és egyetért azzal, hogy gyógyító hatású a közvetlen kapcsolat kialakítása. Azonban vitatja, hogy a Louv által leírt módon megelőzhető lenne az elidegenedés a természettől, mert azt a felnőttek diszfunkcionális kulturális és pszichés praktikáinak tulajdonítja. Mélyebb kulturális vizsgálatok és alternatív módszerek híján a természettől való elidegenedés a helyzet félreismeréséből adódik, amit aztán helytelenül próbálnak kezelni.
Dickinson elemezte az NCESF által használt nyelvet és szövegeket, és összehasonlította Louv írásaival. Arra jutott, hogy mindkettő ismételgeti, hogy az ember eltávolodott a természettől, és az általuk ajánlott technikák lehet, hogy mégsem visznek közelebb a természethez.
Dickinson szerint az ember fokozatosan távolodott el a természettől, és nem hirtelen, az elmúlt évtizedekben. Úgy gondolja, hogy a felnőttek idealizálva tekintenek vissza gyermekkorukra, anélkül, hogy észrevennék a már nemzedékek óta egyre rosszabb kapcsolatot. Ahelyett, hogy a természetet külső tényezőnek tekintené, a belső természethez való visszautat és a természetben töltött megfelelő mennyiségű időt tekinti hatékony válasznak arra, amit mások természettől való elidegenedésnek neveznek. Emellett az érzelmi nevelésnek meg kell előznie a tudományos tanítást, és a nevekkel való felcímkézést.
Louv megállapította, hogy még a nyelv maga is elég trükkös, amin a természetről beszélünk, hiszen mi is a természet részei vagyunk, amit azonban a nyelv nem tükröz. Erről sokat írt, és szerinte sok betegségnek az az oka, hogy nem tekintjük magunkat a természet részének.

## Fordítás
Ez a szócikk részben vagy egészben  a   Natur-Defizit-Syndrom című német Wikipédia-szócikk fordításán alapul.  Az eredeti cikk szerkesztőit annak laptörténete sorolja fel. Ez a jelzés csupán a megfogalmazás eredetét és a szerzői jogokat jelzi, nem szolgál a cikkben szereplő információk forrásmegjelöléseként.
Ez a szócikk részben vagy egészben  a   Nature deficit disorder című angol Wikipédia-szócikk fordításán alapul.  Az eredeti cikk szerkesztőit annak laptörténete sorolja fel. Ez a jelzés csupán a megfogalmazás eredetét és a szerzői jogokat jelzi, nem szolgál a cikkben szereplő információk forrásmegjelöléseként.